# Kjessler & Mannerstråle
Kjessler & Mannerstråle AB, KM-gruppen, var ett svenskt teknikkonsultföretag.
Företaget, som hade sitt säte i Stockholm, startades 1934 av Sven Kjessler och Otto Mannerstråle och ombildades till aktiebolag 1947. Företaget bedrev rådgivande ingenjörs- och arkitektverksamhet för arkitektur, broar, byggnadsprojektering, byggnadskonstruktioner, byggledning, geoteknik, hamnar och farleder, kartografi, maskinkonstruktioner, samhällsplanering, vatten och avlopp, väg- och trafikteknik samt kommunikationsteknik. År 1971 hade företaget 580 anställda med filialer och lokalkontor i Göteborg, Helsingborg, Luleå, Eskilstuna, Halmstad, Jönköping, Linköping, Malmö och Sundsvall. Vidare fanns dotterbolagen Ingenjörsbyrån Nils Centerlöf i Malmö och Erik Herolf Konsulterande Ingenjörsbyrå AB i Sundsvall. År 2000 köptes KM av J&W, vilket 2001 i sin tur köptes av WSP.

## Verkställande direktörer
- 1947–1960 Sven Kjessler
- 1960–1975 Bengt Olson
- 1976–1989 Urban Palmgren
- 1989–1998 Anders Alvemo